# Meinardskerk
De Meinardskerk is een kerkgebouw in Minnertsga in de Nederlandse provincie Friesland. Het kerkgebouw is een rijksmonument.

## Beschrijving
De eenbeukige kerk uit de 16e eeuw kerk (met delen uit de 13e eeuw) was oorspronkelijk gewijd aan Martinus. De toren uit 1505 had een spits die in 1552 door bliksem werd getroffen. Omstreeks 1590 kreeg de toren een zadeldak dat in 1818 werd gerestaureerd. De toren van drie geledingen werd in 1939 gerestaureerd. In 1951-'55 werd de kerk gerestaureerd (A. Baart) na een brand in 1947. De luidklok (1648) van Jacob Noteman werd door Van Bergen in 1951 opnieuw gegoten. Ook het orgel uit 1777 van Albertus Antoni Hinsz ging verloren. In 1955 werd het orgel vervangen door een orgel uit 1785 gemaakt door Guillaume Robustelly. De preekstoel is afkomstig van de Doopsgezinde kerk van Blija. Het doopvont is gemaakt door Jan Meefout. Enkele grafzerken zijn afkomstig uit de afgebroken Galileërkerk te Leeuwarden.

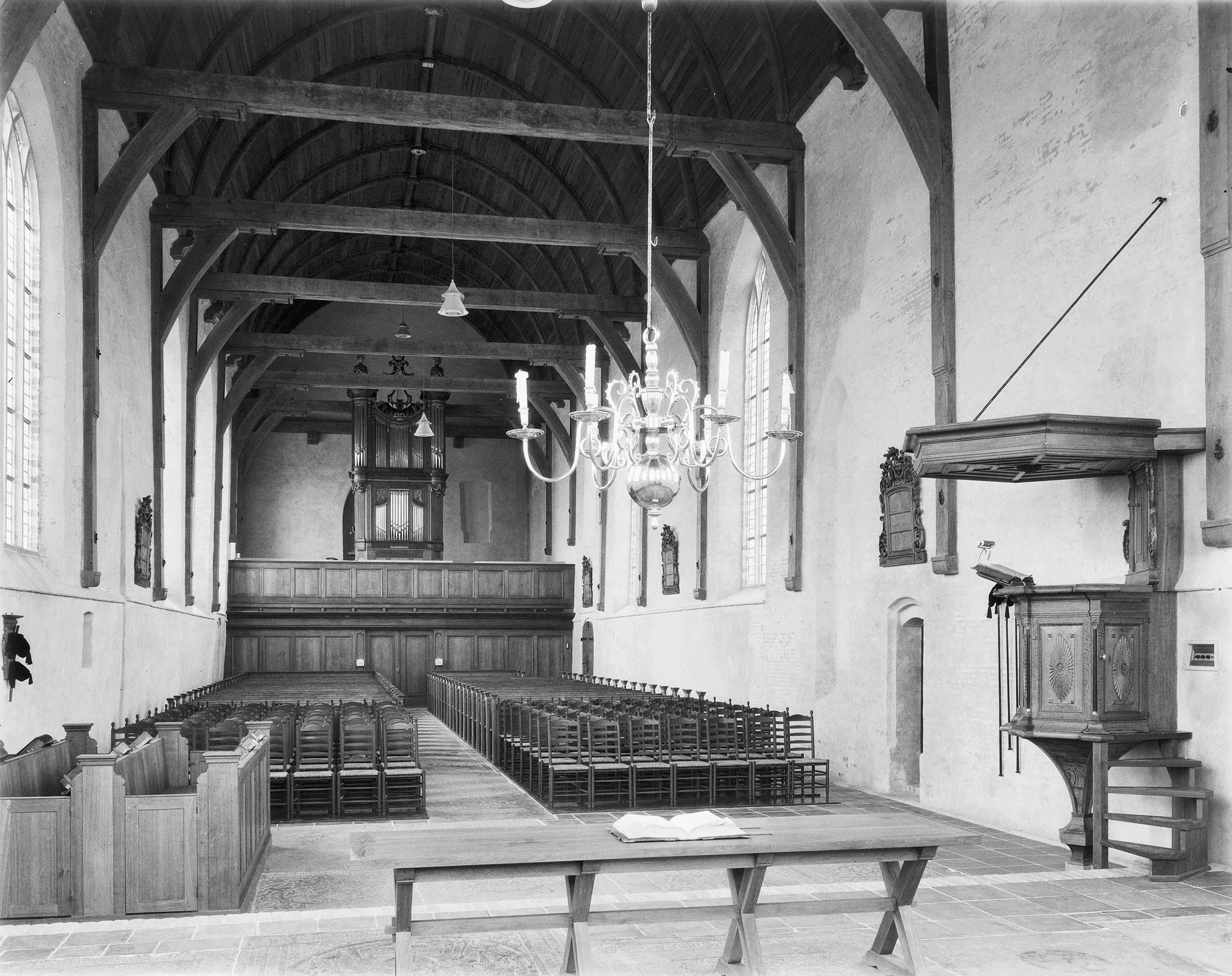
Interieur (1955)
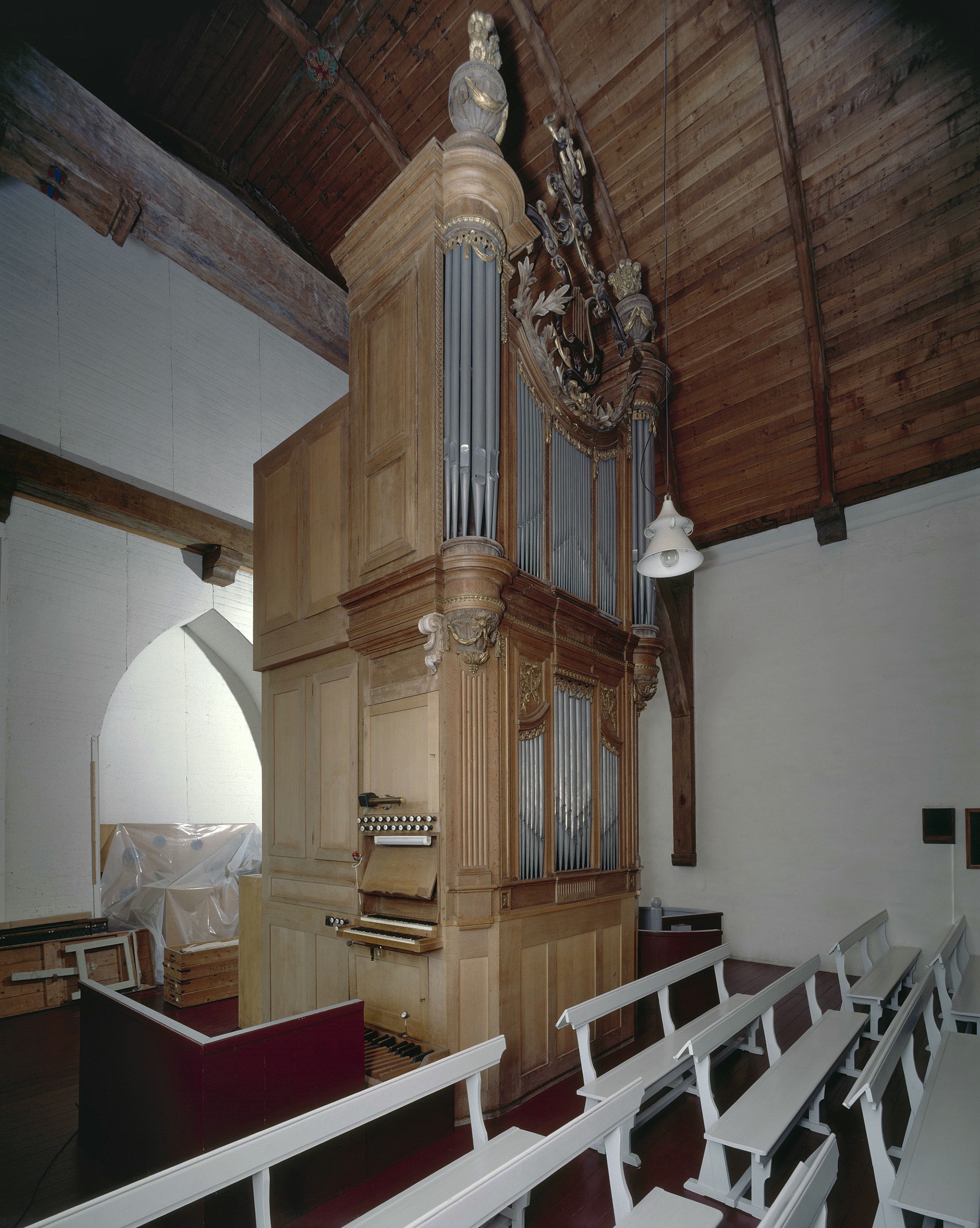
Orgel (1999)
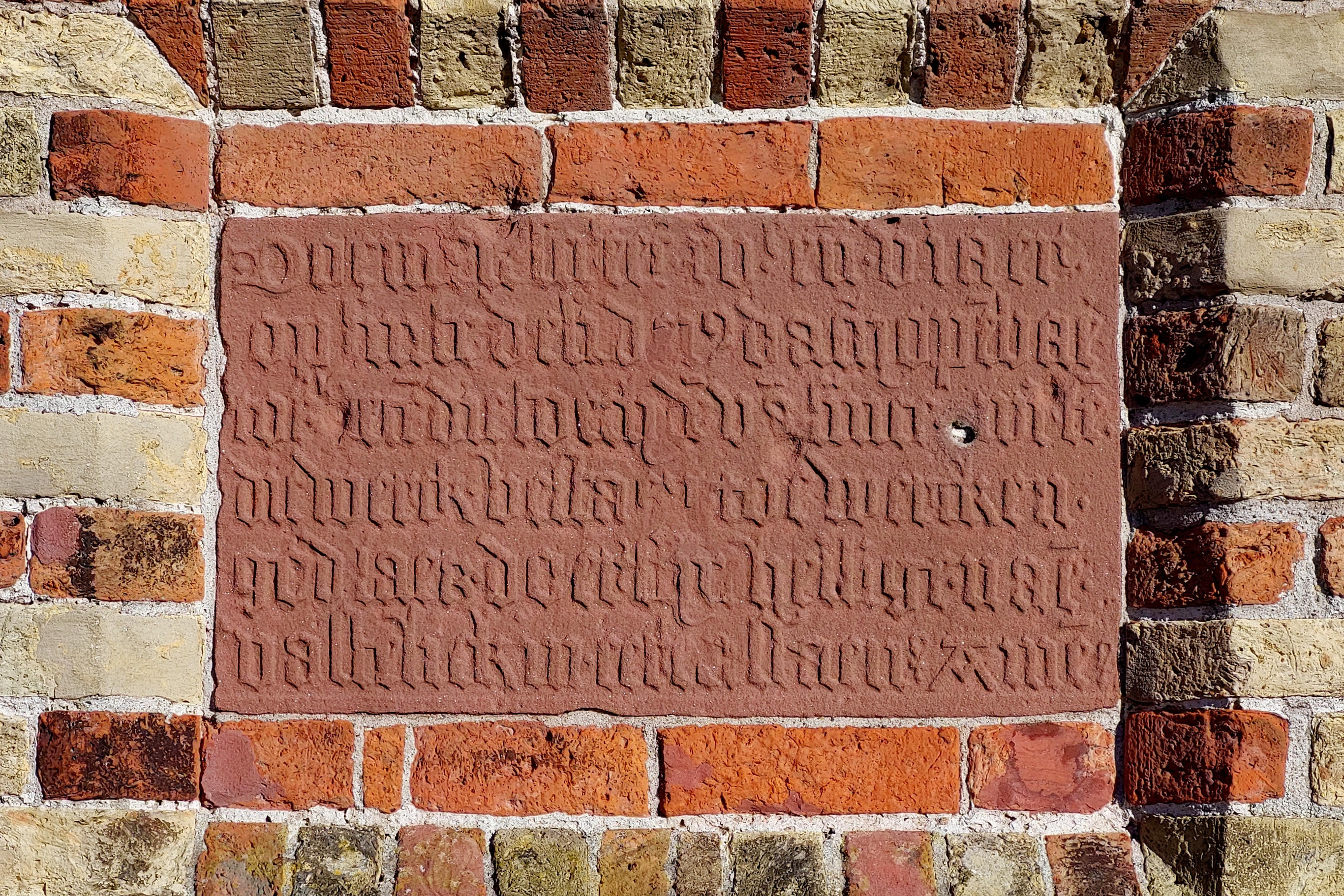
Gevelsteen bouw toren
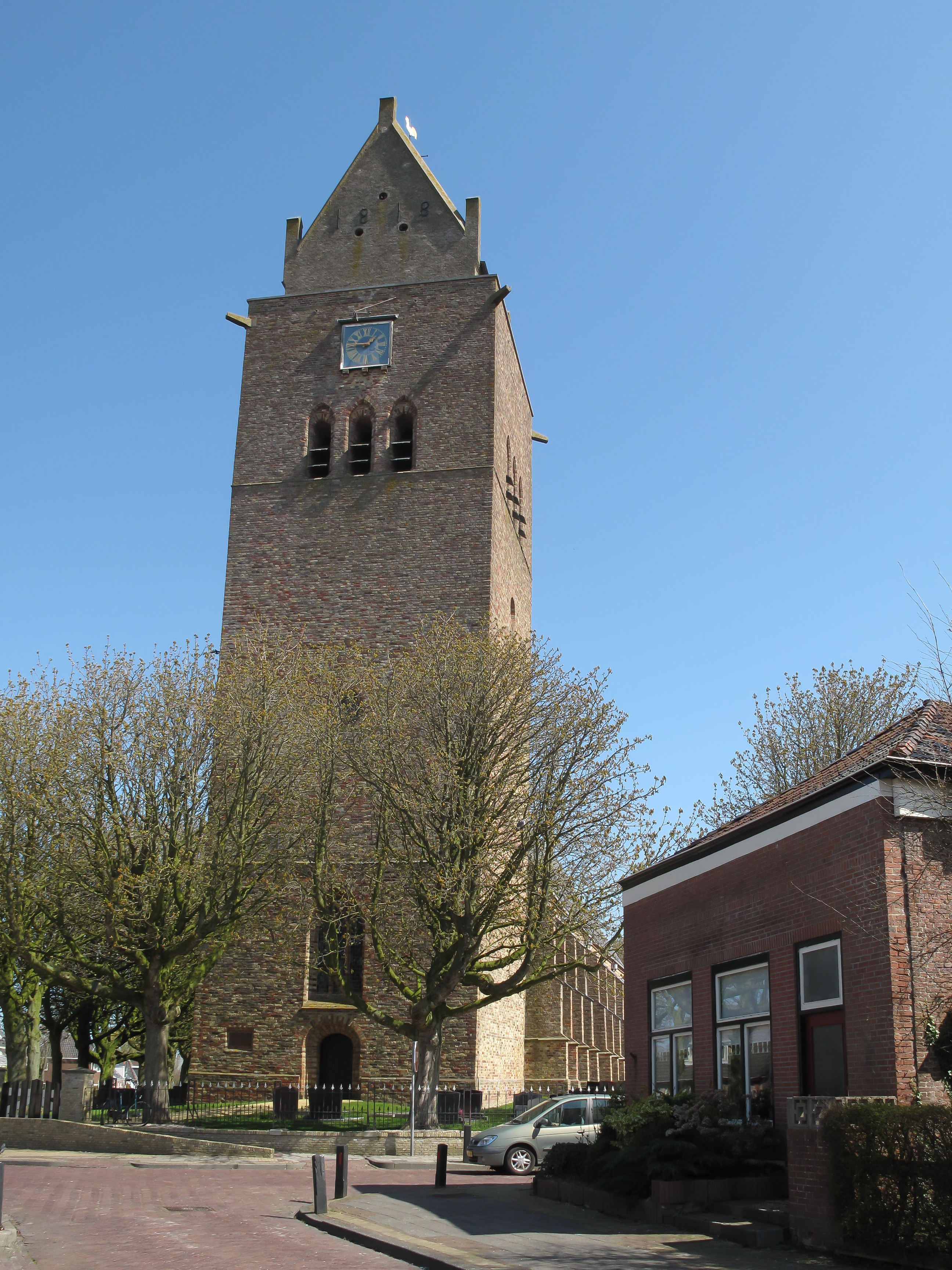
Kerktoren in 2010

Er wordt gekerkt door de PKN gemeente Minnertsga.